# Station Amersfoort Schothorst
Station Amersfoort Schothorst is een voorstadshalte van de Nederlandse Spoorwegen, gelegen aan de noordzijde van Amersfoort aan de spoorlijn Amersfoort Centraal - Zwolle.
Het station werd geopend op 30 mei 1987. Opvallend is het gele kubusvormige skelet aan de westzijde rond het gebouwtje, dat vroeger de loketten bevatte. Inmiddels heeft dit een detailhandelbestemming. Het station bedient de wijken Schothorst, Zielhorst, Liendert en Rustenburg en bedrijvenpark De Hoef. Amersfoort Schothorst was tevens eindpunt voor de sneltrein uit de richting van Alkmaar en Amsterdam Centraal. Hiervoor is in 1997 een derde perronspoor aangelegd. Schothorst is sinds december 2007 in gebruik als eindpunt voor intercitytreinen uit de richting Amersfoort. De eerste jaren waren dit intercity's uit Rotterdam Centraal, met ingang van de dienstregeling 2010 tot aan 8 december 2012 waren dit de intercity's uit Enkhuizen via Amsterdam Centraal. Tot en met 2024 waren dit de intercity's uit Schiphol en Den Haag Centraal (die elk half uur wisselen met de treinseries naar beide stations van en naar Enschede, via Amersfoort Centraal). Met ingang van dienstregeling 2025 is dit de intercity direct uit Breda.

## Afbeeldingen

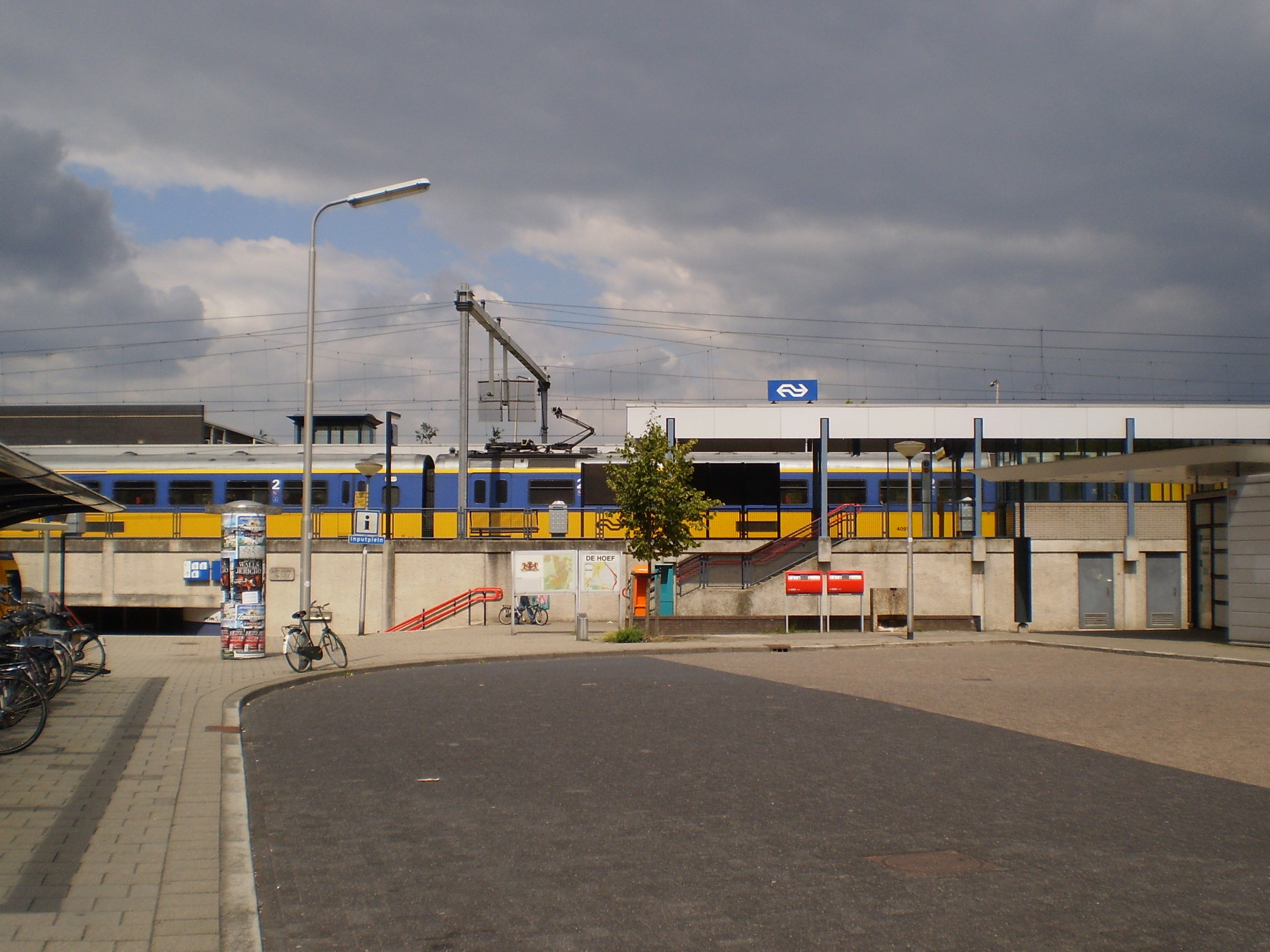
Het station in 2009
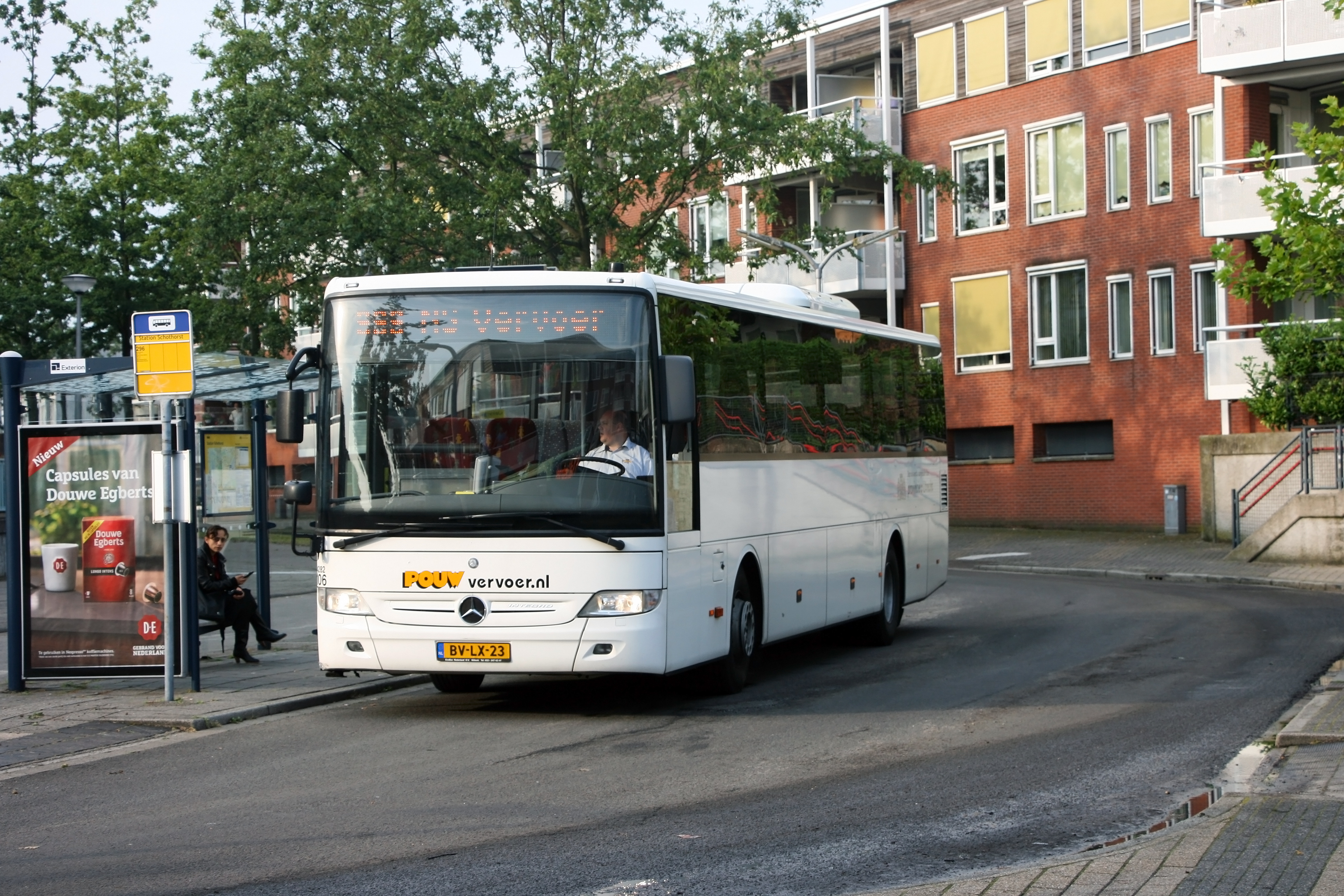
Treinvervangende bus op het station
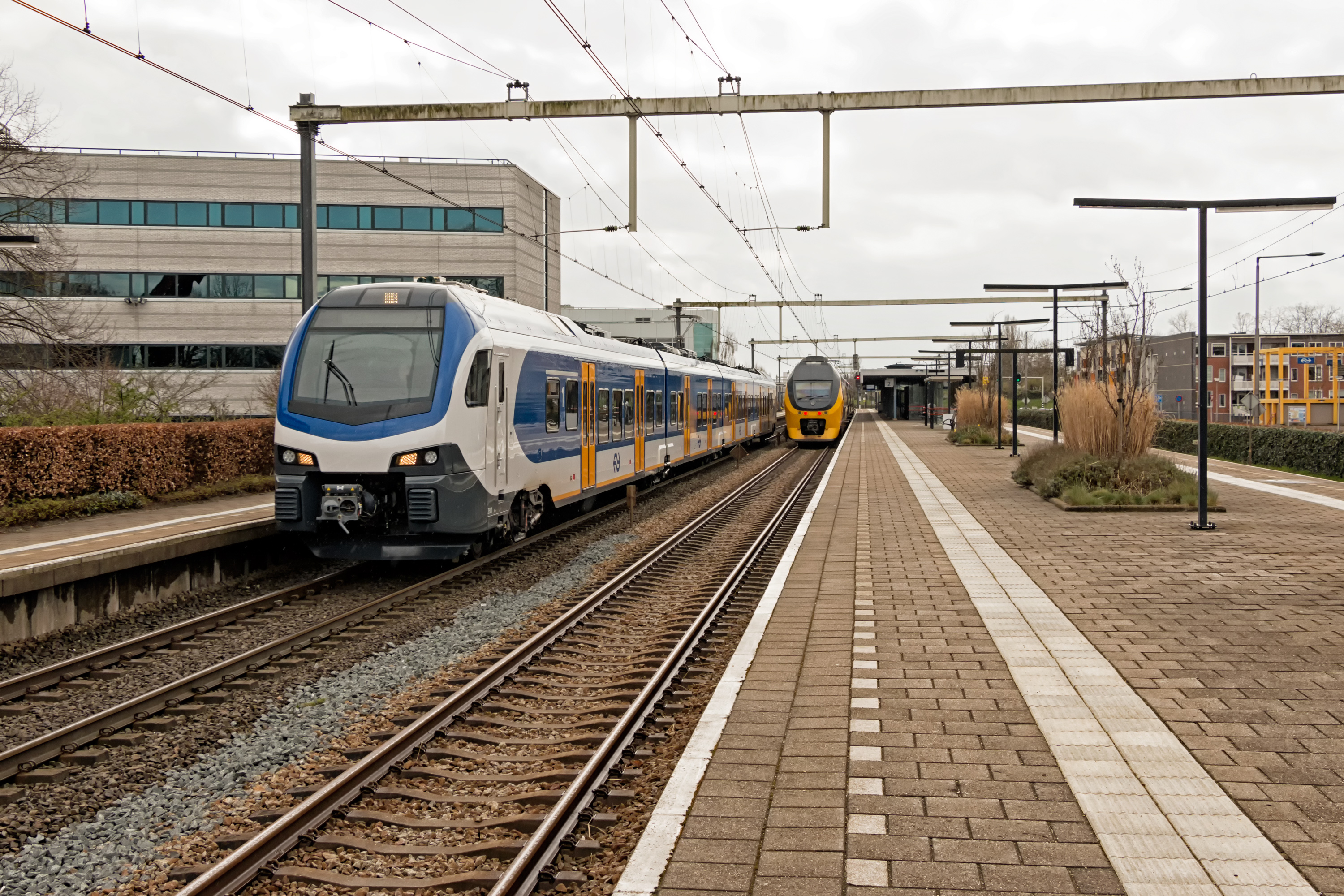
Een NS FLIRT en een VIRM op het station
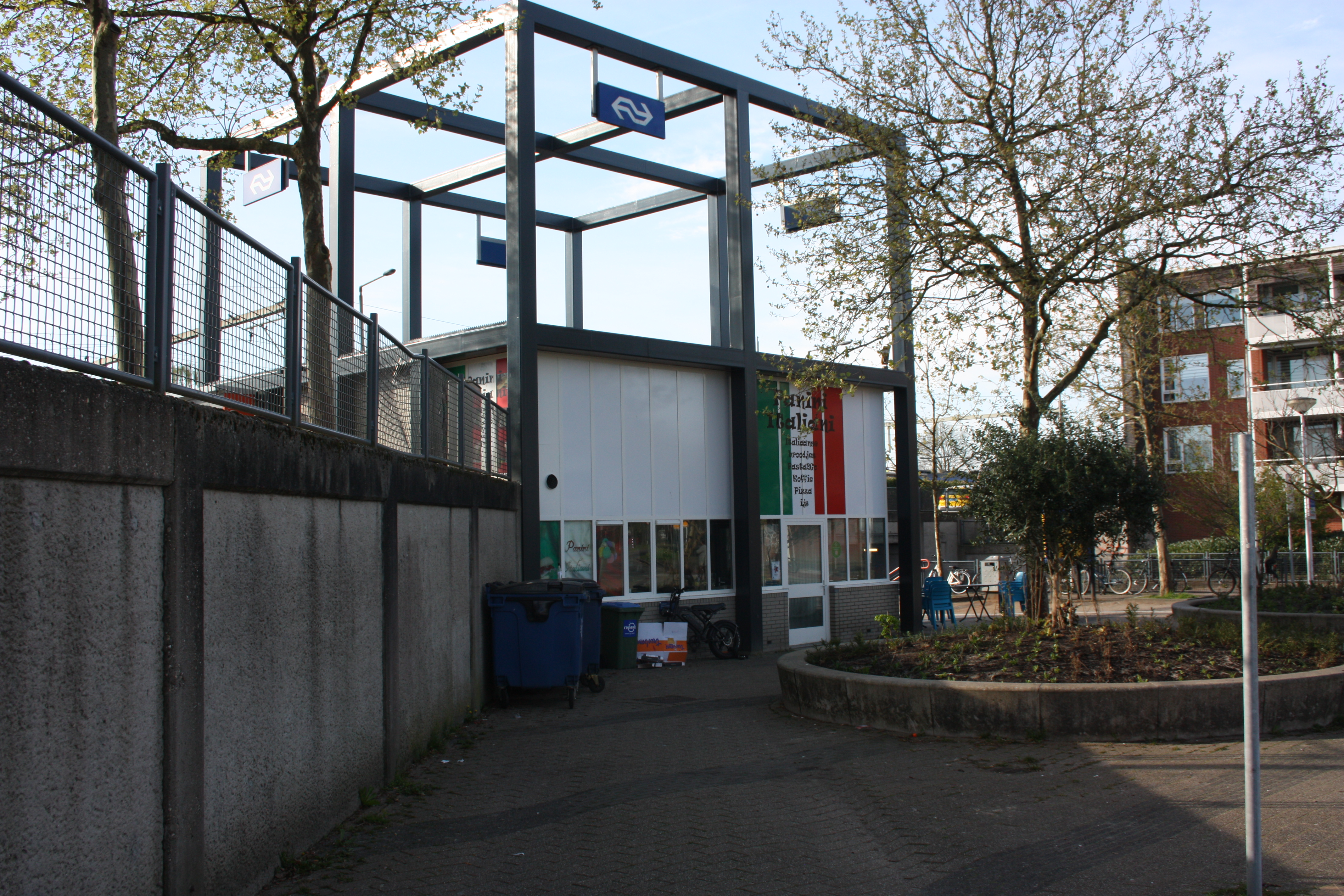
Noordwestzijde van het station
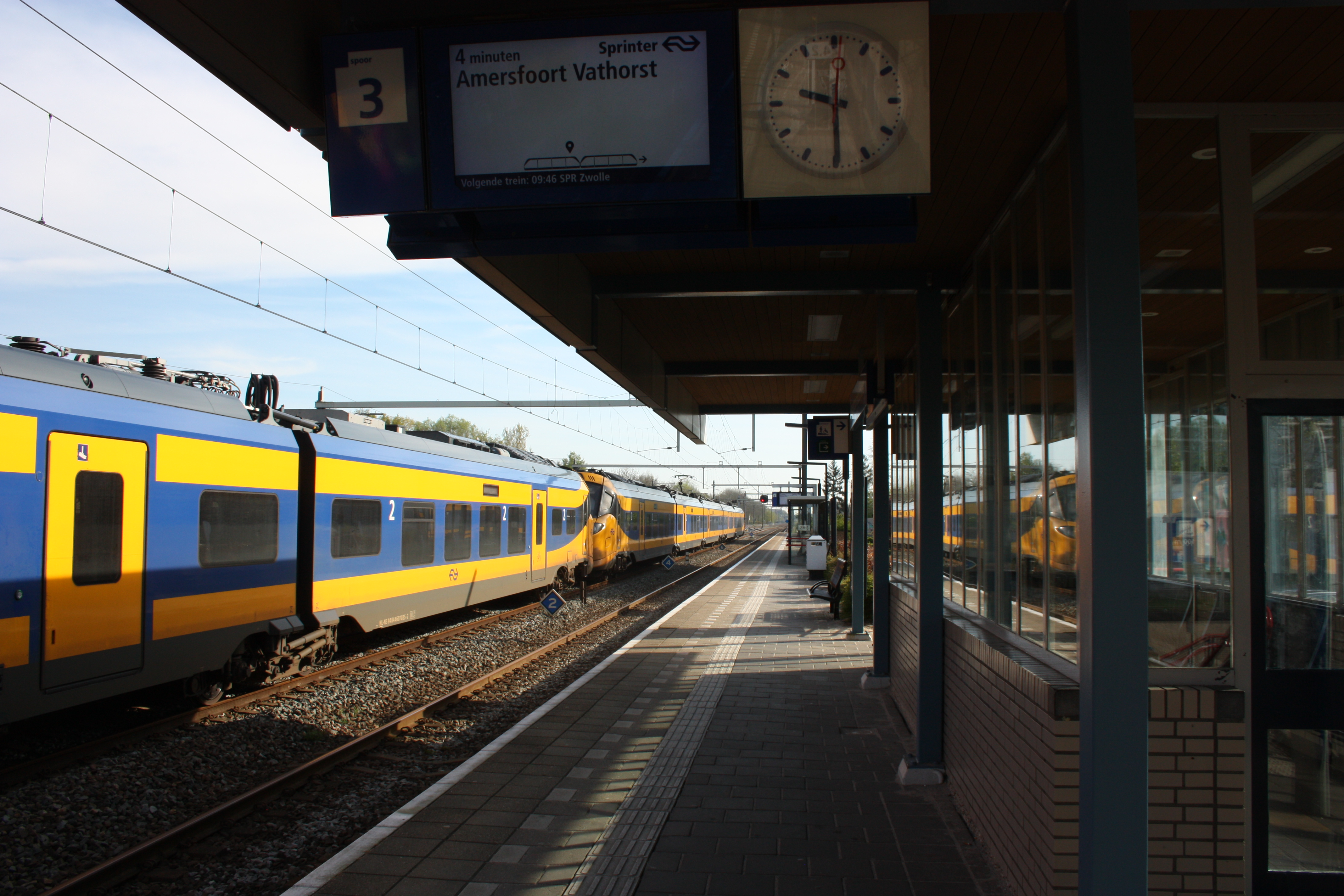
Perron. ICNG op het station
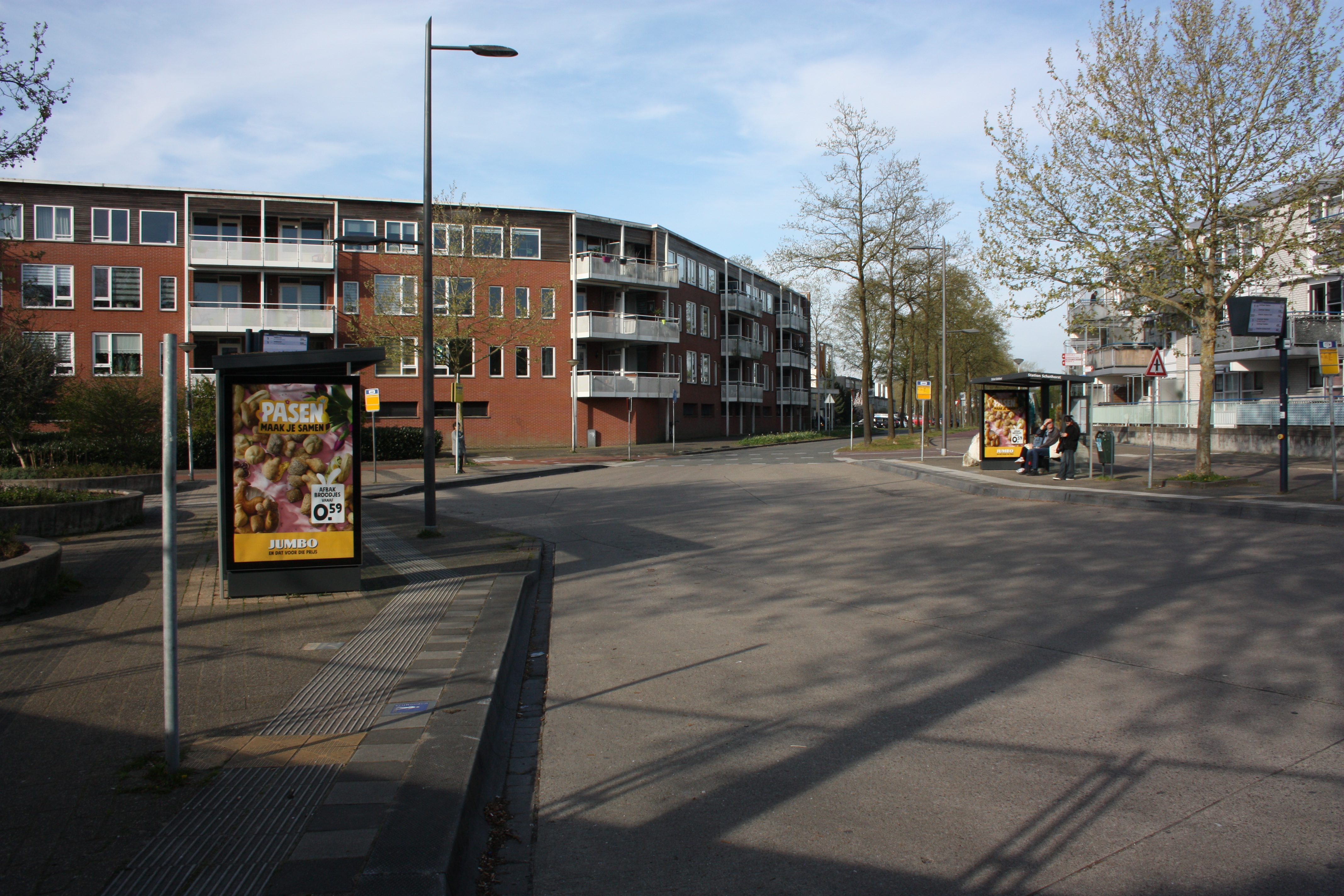
Bushalte

## Treinen
In de dienstregeling 2025 stoppen de volgende treinseries in Amersfoort Schothorst:
| Serie | Treinsoort            | Route | Bijzonderheden |
| ----- | --------------------- | --- | --- |
| 1800  | Intercity direct (NS) | Breda – Rotterdam Centraal – Schiphol Airport – Amsterdam Zuid – Duivendrecht – Hilversum – Amersfoort Centraal – Amersfoort Schothorst | Via HSL. Rijdt na circa 20:00, op zaterdagochtend tot 9:00 en op zondagochtend tot 9:30 niet tussen Breda en Rotterdam Centraal. |
| 5600  | Sprinter (NS)         | Utrecht Centraal – Utrecht Overvecht – Amersfoort Centraal – Amersfoort Schothorst – Zwolle                                             | |
| 5800  | Sprinter (NS)         | Amersfoort Vathorst – Amersfoort Schothorst – Amersfoort Centraal – Hilversum – Weesp – Amsterdam Centraal                              | Rijdt in de vroege ochtend en na 22:30 uur niet tussen Amersfoort Vathorst en Amersfoort Centraal.                               |

## Ontwikkeling aantal reizigers
Het aantal door NS vervoerde reizigers (per gemiddelde werkdag) ontwikkelde zich sedert 2019 als volgt:
| Jaar | Aantal reizigers |
| ---- | ---------------- |
| 2019 | 7.677            |
| 2020 | 3.344            |
| 2021 | 3.202            |
| 2022 | 4.732            |
| 2023 | 5.527            |